# Melanohalea
Melanohalea é um gênero de líquens foliáceos da família Parmeliaceae [en]. Compreende 30 espécies, majoritariamente do Hemisfério Norte, que crescem sobre cascas de madeira. O gênero é caracterizado pela presença de pequenos poros que permitem a troca gasosa, geralmente localizadas em "verrugas" ou nas extremidades de isídios [en], um epicórtex não poroso e uma medula contendo depsidonas ou desprovida de metabólitos secundários. Melanohalea foi circunscrito em 2004 como um segregado do gênero morfologicamente semelhante Melanelia [en], criado em 1978 para certas espécies marrons de Parmelia [en]. Métodos utilizados para estimar a história evolutiva de Melanohalea indicam que sua diversificação ocorreu principalmente durante as épocas do Mioceno e Plioceno.
As espécies de Melanohalea habitam predominantemente cascas de madeira no Holoártico, com poucas espécies se estendendo ao Hemisfério Sul e raras ocorrências em rochas. Destacam-se Melanohalea peruviana [en] nos Andes peruanos e Melanohalea mexicana [en] no México, representando a limitada distribuição tropical do gênero. A distribuição desses líquens, que são bioindicadores sensíveis aos efeitos do clima e da poluição, é amplamente determinada por fatores ecológicos e geográficos atuais. Algumas espécies são vulneráveis às mudanças climáticas e a poluentes ambientais. Diversos fungos liquenícolas são conhecidos por parasitar esses líquens. Várias espécies de Melanohalea estão listadas como em perigo ou em perigo crítico em listas nacionais na Europa, refletindo diferentes níveis de ameaça devido à destruição de habitat, poluição e mudanças climáticas. Apenas M. halei foi avaliada globalmente pela IUCN e está classificada como espécie pouco preocupante, devido à sua ampla distribuição e população estável.

## Taxonomia
Melanohalea foi circunscrito em 2004 pelos liquenologistas Oscar Blanco, Ana Crespo [en], Pradeep Divakar, Theodore Esslinger, David Leslie Hawksworth [en] e Helge Thorsten Lumbsch [en]. É um segregado de Melanelia, gênero criado em 1978 para abrigar espécies marrons de Parmelia. A circunscrição desse gênero foi questionada posteriormente, especialmente após estudos de filogenética molecular publicados em 2004 e 2006 demonstrarem que não era monofilético. Consequentemente, dois gêneros, Melanelixia [en] e Melanohalea, foram criados.
Melanohalea originalmente incluía 19 espécies, com M. exasperata como a espécie-tipo. As espécies transferidas para Melanohalea pertenciam anteriormente à seção Vainioellae do gênero Melanelia. Esta seção, por sua vez, derivou do subgênero Euparmelia sect. Vainioellae de Parmelia, proposto por Vilmos Kőfaragó-Gyelnik [en] em 1932. A seção Vainioellae incluía "membros marrons de Parmelia" com lobos largos, arredondados a alongados, predominantemente planos. Os "membros marrons de Parmelia" referem-se às espécies de Parmelia sem atranorina [en] ou ácido úsnico [en] no córtex, com uma coloração do talo de marrom escuro a médio. Análises filogenéticas moleculares mostraram que o gênero Melanohalea faz parte do clado "Melanohalea", uma linhagem que inclui a maioria dos outros "membros marrons de Parmelia". Outros gêneros nesse clado são Emodomelanelia [en], Melanelixia, Montanelia [en] e Pleurosticta [en].
O nome do gênero combina Melanelia com o nome do liquenologista Mason Hale [en], que, segundo os autores, "forneceu as bases para contribuições subsequentes ao nosso conhecimento desta família".

## Diversificação
Métodos usados para estimar a evolução divergente de táxons, incluindo o processo coalescente multiespécies, sugerem que a maior parte da diversificação de Melanohalea ocorreu ao longo do Mioceno (23,03 milhões a 5,333 milhões de anos AP) e Plioceno (5,333 milhões a 2,58 milhões de anos AP). Estimativas de divergência também indicam que, embora a diversificação tenha ocorrido durante os ciclos glaciais do Pleistoceno, ela não foi acompanhada de especiação em Melanohalea.

## Descrição

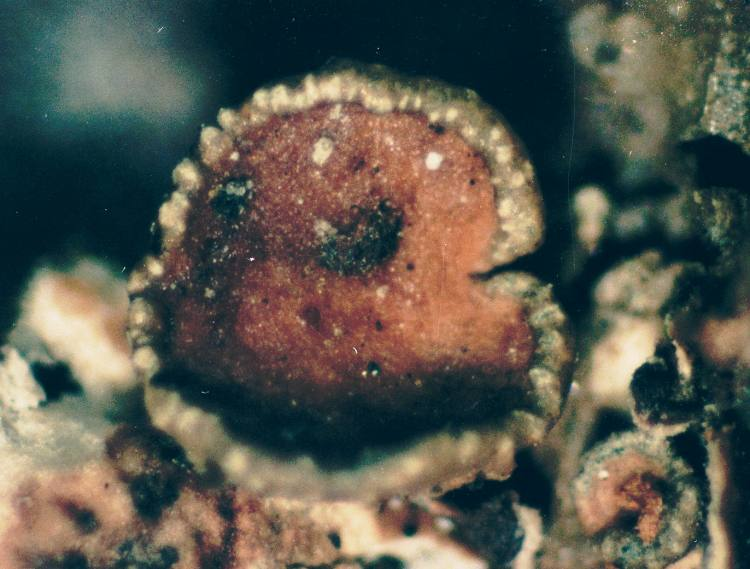
Detalhe de apotécio de um espécime de herbário de Melanohalea olivacea, mostrando pseudocifelas brancas na margem.

Os líquens de Melanohalea possuem um talo foliáceo que é frouxamente a moderadamente aderido ao seu substrato. O limite superior de tamanho do talo é cerca de 14 cm de diâmetro. Os lobos que compõem o talo são planos a côncavos, com pontas arredondadas, sem cílios e medem de 0,5 a 7 mm de largura. A superfície superior do talo varia de verde-oliva a marrom escuro, com textura de lisa a rugosa, sem manchas ou marcas. Geralmente apresenta pseudocifelas em "verrugas" ou nas extremidades de isídios; a presença de sorédios e isídios é variável. O córtex superior apresenta um arranjo celular no qual as hifas estão orientadas em todas as direções e mede de 10 a 16 mm de espessura. O epicórtex não possui poros, ao contrário do gênero relacionado Melanelixia. A medula é branca, e a superfície inferior do talo é lisa, plana e varia de marrom claro a preto. As rizinas são simples (ou seja, não ramificadas), com a mesma cor da superfície inferior.
Os ascocarpos (corpos de frutificação) variam de sésseis a mais ou menos pedicelados. O disco apotecial é marrom e não perfurado. Inicialmente côncavo, torna-se convexo com a idade. O anfitécio (camada de células que envolve o apotécio) apresenta papilas pseudocifeladas, sem manchas ou marcas. Os ascos são alongados, em forma de clava, do tipo Lecanora [en], espessados na ponta. Não possuem bico apical interno e contêm entre 8 e 32 esporos. Os ascósporos de Melanohalea são esféricos a ovoides ou elipsoidais, de parede finas, incolores, e medem de 5,5 a 20 por 4 a 12,5 μm. Os fungos Conidiomata apresentam picnídios, imersos e laminais. A forma dos conídios varia de cilíndrica a fusiforme; são simples (ou seja, sem partições chamadas septos), incolores e medem de 5 a 8,5 μm de comprimento por 1 μm de largura. O fotobionte do líquen é trebuxioide, ou seja, semelhante ou pertencente ao gênero de algas verdes Trebouxia [en].

### Química
O córtex dos líquens de Melanohalea possui biocromo marrom, mas não contém outros compostos. Todos os testes de mancha químicos são negativos no córtex. A medula contém depsidonas ou não possui metabólitos secundários. Dependendo da espécie, os resultados dos testes de mancha na medula são K− ou K+ (amarelo a vermelho), KC− ou KC+ (rosa) e P− ou P+ (vermelho, vermelho-alaranjado ou amarelo a laranja). M. nilgirica contém o composto alifático ácido caperático, raro entre os líquens marrons do gênero Parmelia, conhecido apenas em Melanelia stygia [en], a espécie-tipo de Melanelia. Por essa razão, sua colocação em Melanohalea foi questionada. As paredes celulares dos líquens de Melanohalea contêm o composto α-glucano isoliquenano.

### Gêneros semelhantes
Melanohalea pode ser confundido com certas espécies marrons de Xanthoparmelia [en], anteriormente categorizadas como Neofuscelia. Podem ser diferenciados por suas reações distintas ao ácido nítrico; espécies marrons de Xanthoparmelia geralmente apresentam uma reação azul-esverdeada, enquanto Melanohalea não apresenta reação. Além disso, a composição da parede celular de Melanohalea difere, consistindo em isoliquenano em vez do polissacarídeo do tipo Xanthoparmelia. Pleurosticta, embora semelhante a Melanohalea, é caracterizado por lobos mais largos, uma rede de poros epicorticais e um pigmento que fica violeta ao reagir com hidróxido de potássio (K) e ácido nítrico (N). Melanelixia é identificado por seu epicórtex poroso e ausência de pseudocifelas, enquanto Melanelia é distinguido por suas pseudocifelas planas e espalhadas, em oposição às pseudocifelas elevadas encontradas em Melanohalea.

## Habitat e distribuição

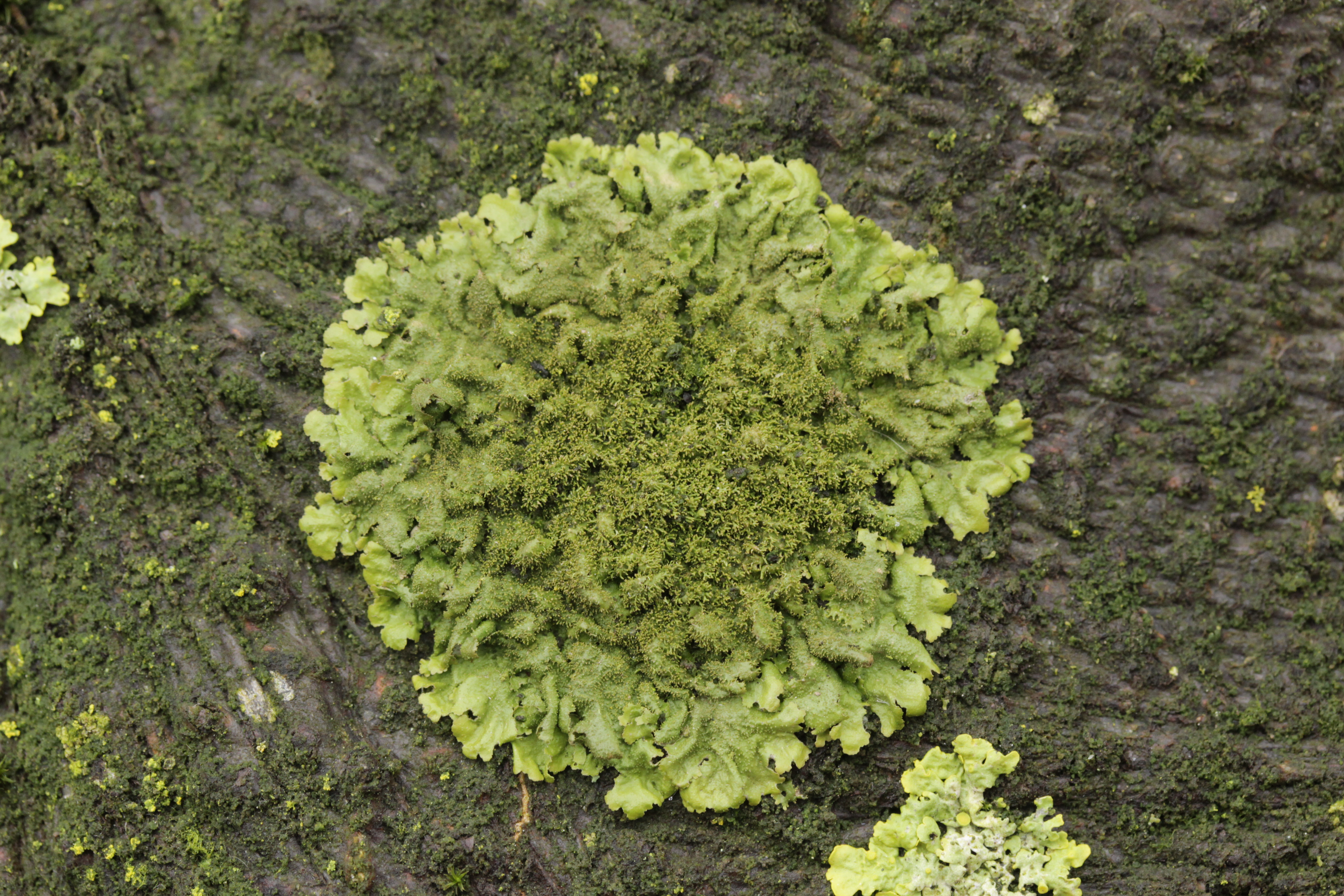
Melanohalea elegantula

A maioria das espécies de Melanohalea ocorre principalmente sobre cascas de madeira no Holoártico; apenas quatro espécies estão presentes no Hemisfério Sul. Ocasionalmente, são encontradas crescendo em rochas. Melanohalea peruviana é a única espécie do gênero relatada na América do Sul tropical, embora pouco conhecida – uma única coleta a 4400 m de altitude nos Andes peruanos. A outra espécie de Melanohalea encontrada em habitat tropical é M. mexicana, uma espécie de terras altas do centro-sul do México, e uma das três espécies de Melanohalea conhecidas no México. Oito espécies do gênero são encontradas na China; cinco na Grã-Bretanha e Irlanda, e sete na flora liquenícola dos países nórdicos. As cinco espécies de Melanohalea encontradas na Groenlândia podem desempenhar um papel no monitoramento do impacto das mudanças climáticas, pois os líquens ártico-alpinos são sensíveis às flutuações na temperatura dos climas de inverno, e eventos de congelamento afetam os ecossistemas dominados por líquens. Da mesma forma, um estudo sobre o impacto da poluição atmosférica em torno da capital mongol Ulã Bator mostrou danos generalizados a vários líquens (com o talo branqueado, deformado ou reduzido em tamanho), incluindo Melanohalea septentrionalis.
A maioria das espécies de Melanohalea tem uma ampla distribuição geográfica, embora algumas apresentem alcances mais restritos. Otte e colegas sugeriram em um estudo de 2005 que os padrões de distribuição em Melanohalea são amplamente determinados por fatores ecogeográficos contemporâneos, e a maioria das espécies atingiu seus limites biogeográficos no Hemisfério Norte. As distribuições de M. elegantula e M. exasperatula parecem ser afetadas por fatores antropogênicos, incluindo a eutrofização e a poluição atmosférica. Melanohalea olivacea e M. septentrionalis, ambas espécies tolerantes ao frio com distribuição circumpolar, têm o limite sudoeste de sua distribuição na Suíça. São consideradas relictos do último período glacial e são vulneráveis ao aquecimento global nesse país.

## Interações com espécies

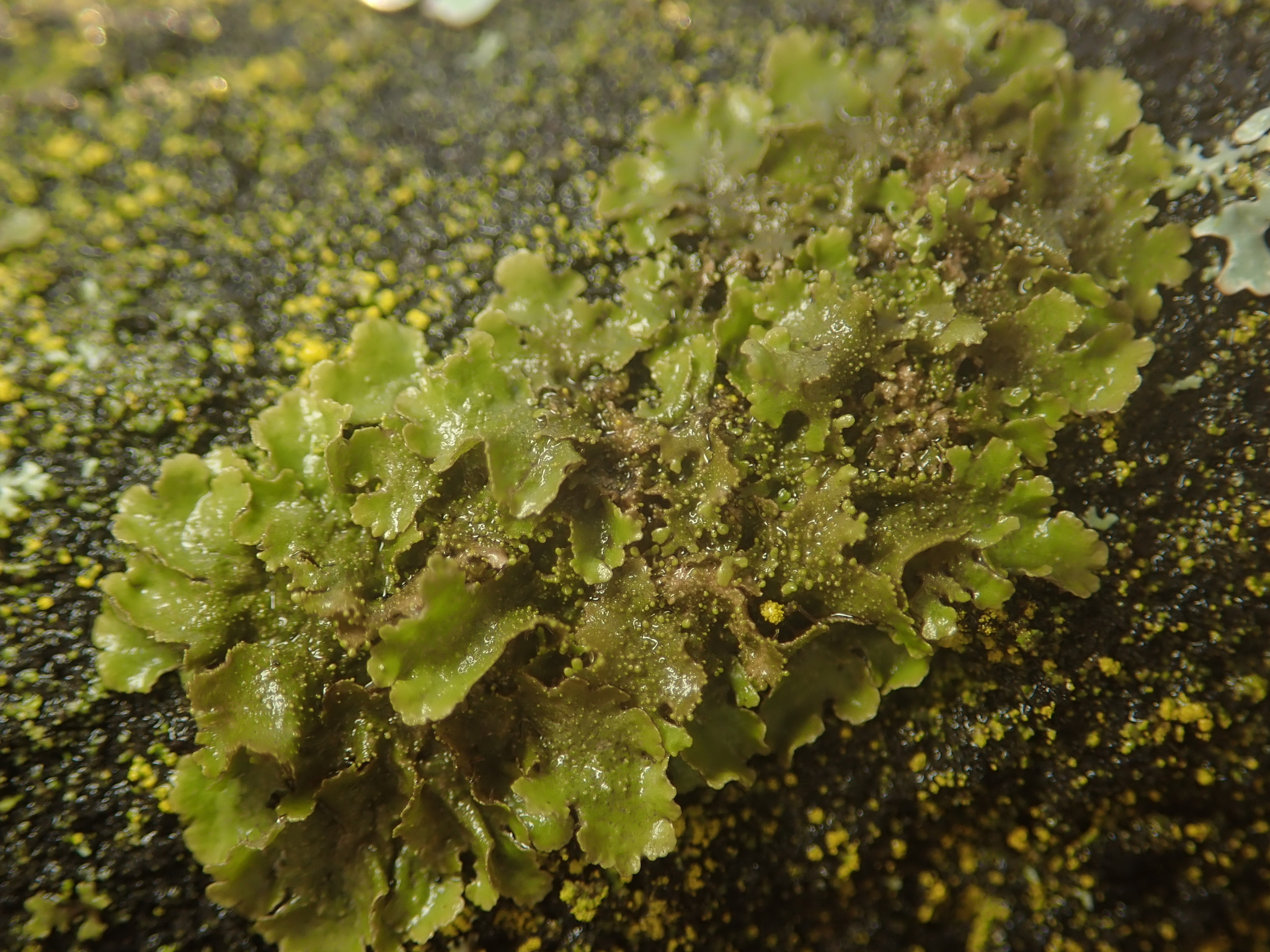
Melanohalea exasperatula

Diversas espécies de fungos liquenícolas foram registradas crescendo em espécies de Melanohalea. Estas incluem Epithamnolia xanthoriae, Xenonectriella septemseptata, Plectocarpon melanohaleae (em M. ushuaiensis), Abrothallus bertianus, Zwackhiomyces melanohaleae (em M. exasperata), Phoma melanohaleicola (em M. exasperata), Didymocyrtis consimilis, Stigmidium exasperatum (em M. exasperata), Sphaeropezia melaneliae (em M. olivacea), Arthrorhaphis olivaceae (em M. olivacea), Epithamnolia xanthoriae, Xenonectriella septemseptata, Plectocarpon melanohaleae (em M. ushuaiensis), e Stagonospora exasperatulae [en] (em M. exasperatula). Revisões recentes do gênero liquenícola pouco conhecido Crittendenia [en] (Pucciniomycotina) revelaram Crittendenia coppinsii (em M. exasperatula) e C. crassitunicata (em M. ushuaiensis) como parasitas do gênero.

## Conservação
Melanohalea septentrionalis está listada como espécie em perigo na Lista Vermelha da Suíça. Melanohalea exasperata está na Lista Vermelha nacional da Alemanha, e na categoria de espécie em perigo crítico na Lista Vermelha de líquens extintos e vulneráveis da Polônia. Embora M. olivacea tenha sido excluída dessa lista devido a incertezas sobre seu estado taxonômico, ela foi preliminarmente avaliada como em perigo crítico na Suíça usando os critérios da Lista Vermelha da IUCN. Recebeu a mesma avaliação nos países vizinhos Alemanha e França. M. elegantula está na Lista Vermelha da Suécia. Melanohalea halei é a única espécie do gênero avaliada para a Lista Vermelha da IUCN global. Devido à sua ampla distribuição geográfica, variedade de nichos ecológicos e grande população estável, foi classificada como uma espécie pouco preocupante.

## Espécies

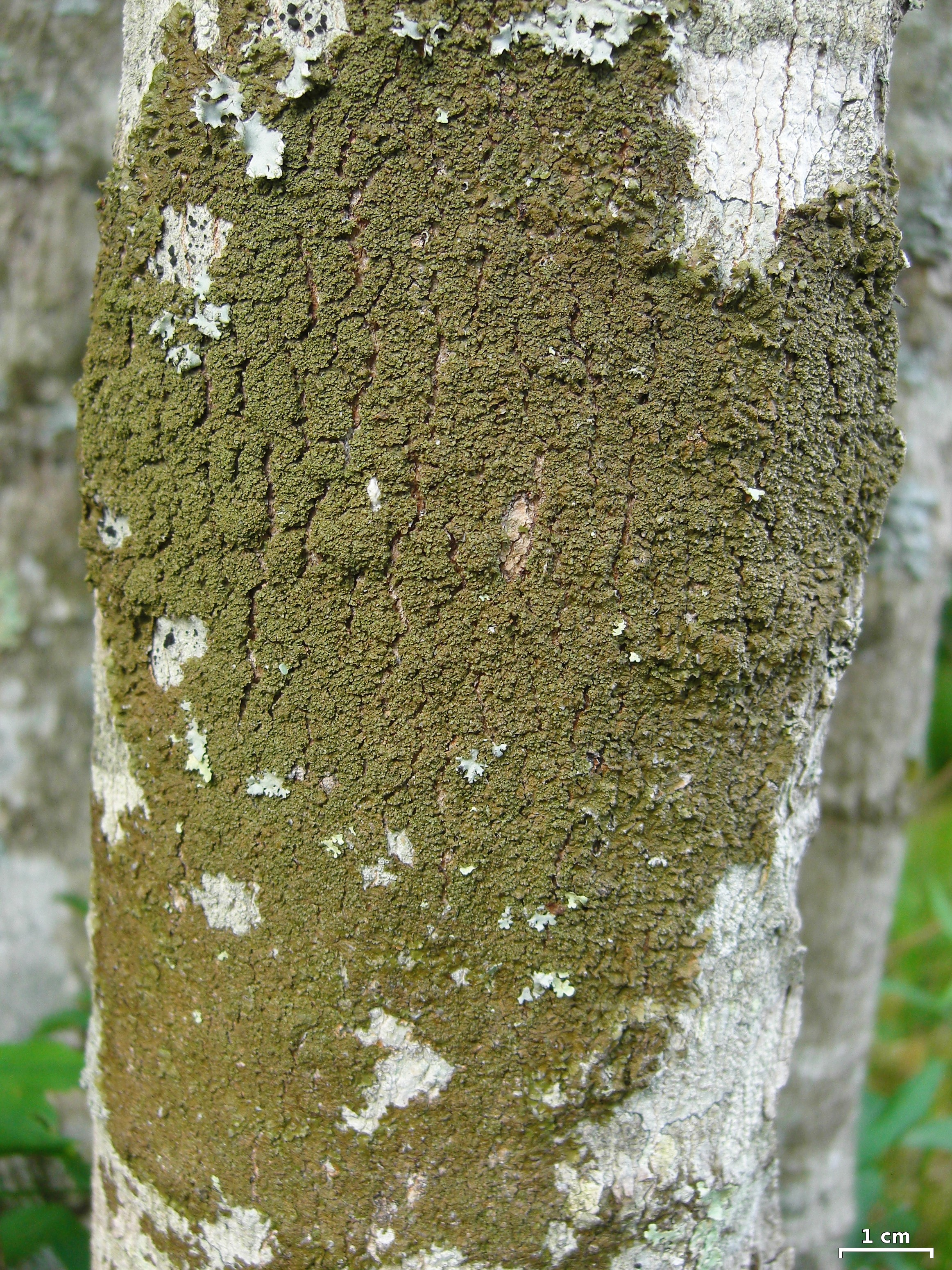
Melanohalea halei

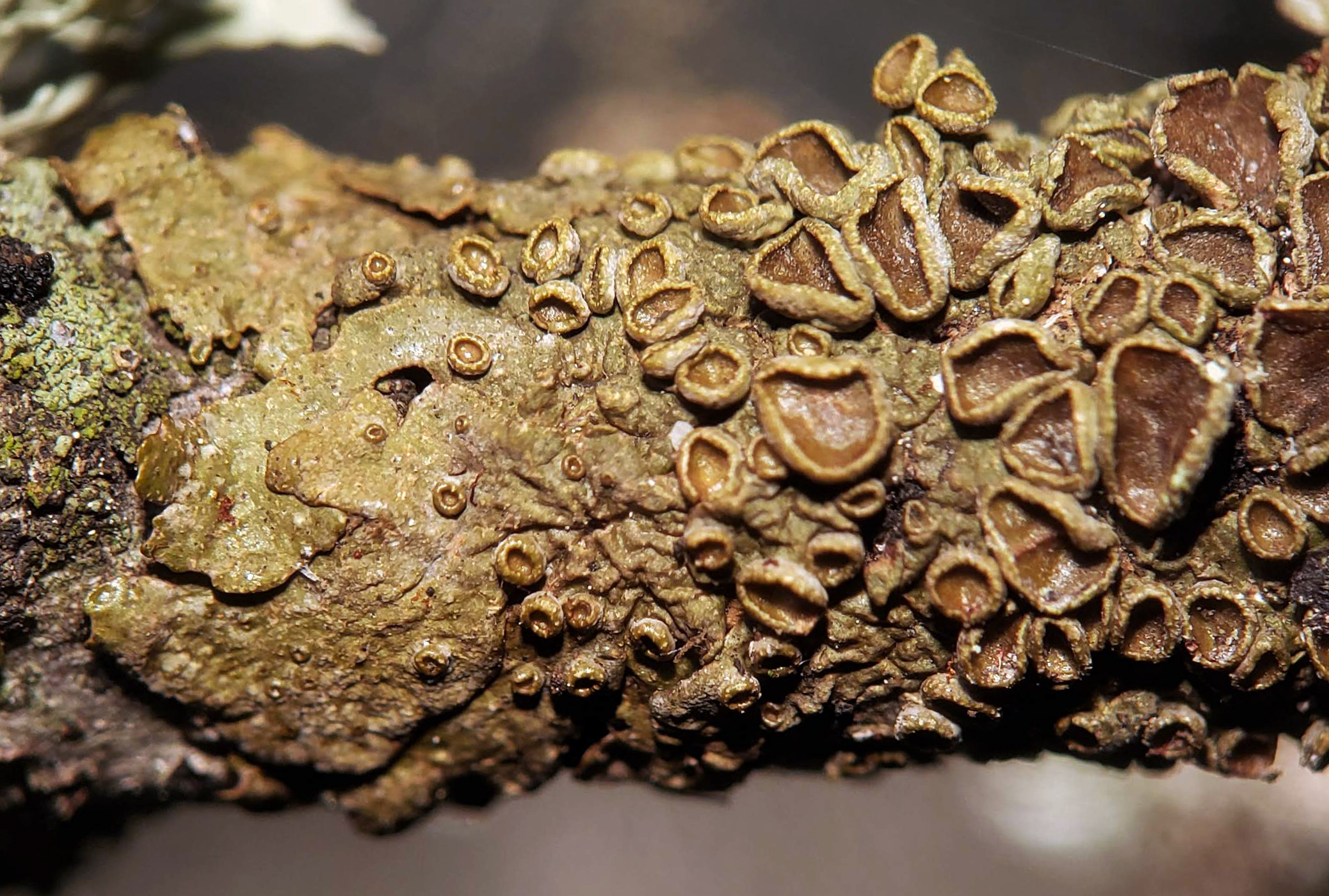
Melanohalea subolivacea

Melanohalea originalmente incluía 19 espécies transferidas de Melanelia. Nos anos seguintes, novas espécies do gênero foram descritas na Índia, Tibete, México e Peru. Em 2016, Leavitt e colegas usaram análises genéticas para identificar seis espécies morfologicamente crípticas até então não descritas em Melanohalea. Desde janeiro de 2025, o Index Fungorum aceita 30 espécies de Melanohalea.
- Melanohalea austroamericana [en] Essl., Divakar, A.Crespo, S.D.Leav. & Lumbsch (2016)[29]
- Melanohalea beringiana [en] S.D.Leav., Essl., Divakar, A.Crespo & Lumbsch (2016)[29]
- Melanohalea clairi [en] S.D.Leav., Essl., Divakar, A.Crespo & Lumbsch (2016)[29]
- Melanohalea columbiana [en] S.D.Leav., Essl., Divakar, A.Crespo & Lumbsch (2016)[29]
- Melanohalea davidii [en] S.D.Leav., Essl., Divakar, A.Crespo & Lumbsch (2016)[29]
- Melanohalea elegantula [en] (Zahlbr.) O.Blanco, A.Crespo, Divakar, Essl., D.Hawksw. & Lumbsch (2004)
- Melanohalea exasperata (De Not.) O.Blanco, A.Crespo, Divakar, Essl., D.Hawksw. & Lumbsch (2004)
- Melanohalea exasperatula [en] (Nyl.) O.Blanco, A.Crespo, Divakar, Essl., D.Hawksw. & Lumbsch (2004)
- Melanohalea gomukhensis [en] (Divakar, Upreti & Elix) O.Blanco, A.Crespo, Divakar, Essl., D.Hawksw. & Lumbsch (2004)
- Melanohalea halei (Ahti) O.Blanco, A.Crespo, Divakar, Essl., D.Hawksw. & Lumbsch (2004)
- Melanohalea inactiva (P.M.Jørg.) O.Blanco, A.Crespo, Divakar, Essl., D.Hawksw. & Lumbsch (2004)
- Melanohalea infumata (Nyl.) O.Blanco, A.Crespo, Divakar, Essl., D.Hawksw. & Lumbsch (2004)
- Melanohalea laciniatula (Flagey ex H.Olivier) O.Blanco, A.Crespo, Divakar, Essl., D.Hawksw. & Lumbsch (2004)
- Melanohalea lobulata [en] F.G.Meng & H.Y.Wang (2009)[31] – Tibete
- Melanohalea mexicana [en] Essl. & R.-E.Pérez (2010)[13] – México
- Melanohalea multispora (A.Schneid.) O.Blanco, A.Crespo, Divakar, Essl., D.Hawksw. & Lumbsch (2004)
- Melanohalea nilgirica [en] Divakar & Upreti (2005)[10] – Índia
- Melanohalea olivacea (L.) O.Blanco, A.Crespo, Divakar, Essl., D.Hawksw. & Lumbsch (2004)
- Melanohalea olivaceoides (Krog) O.Blanco, A.Crespo, Divakar, Essl., D.Hawksw. & Lumbsch (2004)
- Melanohalea peruviana [en] Essl. (2012)[12] – Peru
- Melanohalea poeltii [en] (Essl.) O.Blanco, A.Crespo, Divakar, Essl., D.Hawksw. & Lumbsch (2004) – Nepal; Índia[10]
- Melanohalea septentrionalis (Lynge) O.Blanco, A.Crespo, Divakar, Essl., D.Hawksw. & Lumbsch (2004) – América do Norte; Europa; Ásia[15]
- Melanohalea subelegantula [en] (Essl.) O.Blanco, A.Crespo, Divakar, Essl., D.Hawksw. & Lumbsch (2004) – Oeste da América do Norte; Tibete[15]
- Melanohalea subexasperata [en] F.G.Meng & H.Y.Wang (2010)[32] – Tibete
- Melanohalea subolivacea [en] (Nyl. ex Hasse) O.Blanco, A.Crespo, Divakar, Essl., D.Hawksw. & Lumbsch (2004)
- Melanohalea subverruculifera [en] (J.C.Wei & Y.M.Jiang) O.Blanco, A.Crespo, Divakar, Essl., D.Hawksw. & Lumbsch (2004)
- Melanohalea tahltan [en] S.D.Leav., Essl., Divakar, A.Crespo & Lumbsch (2016)[29]
- Melanohalea trabeculata [en] (Ahti) O.Blanco, A.Crespo, Divakar, Essl., D.Hawksw. & Lumbsch (2004)
- Melanohalea ushuaiensis [en] (Zahlbr.) O.Blanco, A.Crespo, Divakar, Essl., D.Hawksw. & Lumbsch (2004)
- Melanohalea zopheroa [en] (Essl.) O.Blanco, A.Crespo, Divakar, Essl., D.Hawksw. & Lumbsch (2004)